# 浦十藏
浦 十藏（うら じゅうぞう、2004年5月21日 - ）は、福岡県福岡市博多区出身のプロサッカー選手。Jリーグ・カターレ富山所属。ポジションはミッドフィールダー（MF）。

## 略歴
サガン鳥栖のアカデミー出身で、U-15時代の2019年には日本クラブユースサッカー選手権(U-15)大会優勝を経験している。その後、U-18チームに昇格したが、より自分の特長を活かせるという理由で2021年5月に東福岡高校に転入した。2022年10月28日、2023年シーズンからのヴィッセル神戸加入内定が発表された。
2023年3月8日、ルヴァンカップ・グループステージの名古屋グランパス戦でプロデビューを飾った。
2024年7月、愛媛FCへ育成型期限付き移籍。
2025年1月、カターレ富山へ育成型期限付き移籍。

## 所属クラブ
- 2011年 住吉JFC（福岡市立住吉小学校）
- 2012年 - 2013年 レアッシFC
- 2014年 - 2016年 FC J-WIN
- 2017年 - 2019年 サガン鳥栖U-15
- 2020年 - 2021年 サガン鳥栖U-18
- 2021年 - 2022年 東福岡高校
- 2023年 -  ヴィッセル神戸
  - 2024年7月 - 12月  愛媛FC（期限付き移籍）
  - 2025年 -  カターレ富山（期限付き移籍）

## 個人成績
| 国内大会個人成績 | 国内大会個人成績 | 国内大会個人成績 | 国内大会個人成績 | 国内大会個人成績 | 国内大会個人成績 | 国内大会個人成績 | 国内大会個人成績 | 国内大会個人成績 | 国内大会個人成績 | 国内大会個人成績 | 国内大会個人成績 |
| 年度             | クラブ           | 背番号           | リーグ           | リーグ戦         | リーグ戦         | リーグ杯         | リーグ杯         | オープン杯       | オープン杯       | 期間通算         | 期間通算         |
| 年度             | クラブ           | 背番号           | リーグ           | 出場             | 得点             | 出場             | 得点             | 出場             | 得点             | 出場             | 得点             |
| 日本             | 日本             | 日本             | 日本             | リーグ戦         | リーグ戦         | リーグ杯         | リーグ杯         | 天皇杯           | 天皇杯           | 期間通算         | 期間通算         |
| ---------------- | ---------------- | ---------------- | ---------------- | ---------------- | ---------------- | ---------------- | ---------------- | ---------------- | ---------------- | ---------------- | ---------------- |
| 2023             | 神戸             | 38               | J1               | 0                | 0                | 2                | 0                | 0                | 0                | 2                | 0                |
| 2024             | 神戸             | 38               | J1               | 0                | 0                | 2                | 0                | 0                | 0                | 2                | 0                |
| 2024             | 愛媛             | 38               | J2               | 7                | 0                | -                | -                | 2                | 0                | 9                | 0                |
| 2025             | 富山             | 14               | J2               |                  |                  |                  |                  |                  |                  |                  |                  |
| 通算             | 日本             | 日本             | J1               | 0                | 0                | 4                | 0                | 0                | 0                | 4                | 0                |
| 通算             | 日本             | 日本             | J2               | 7                | 0                | -                | -                | 2                | 0                | 9                | 0                |
| 総通算           | 総通算           | 総通算           | 総通算           | 7                | 0                | 4                | 0                | 2                | 0                | 13               | 0                |

出場歴
- Jリーグ初出場 - 2024年7月7日 J2第23節 ザスパ群馬戦 (ニンジニアスタジアム)

## タイトル

### クラブ
サガン鳥栖U-15
- 日本クラブユースサッカー選手権(U-15)大会（2019年）

ヴィッセル神戸
- J1リーグ(2023年)